# Cephalops palawanensis
Cephalops palawanensis är en tvåvingeart som först beskrevs av Hardy 1972.  Cephalops palawanensis ingår i släktet Cephalops och familjen ögonflugor. Inga underarter finns listade i Catalogue of Life.